# 264

264(이백육십사)는 263보다 크고 265보다 작은 자연수다.

## 수학
- 합성수로, 그 약수는 총 16개다. (1, 2, 3, 4, 6, 8, 11, 12, 22, 24, 33, 44, 66, 88, 132, 264)
  - 264의 진약수의 합은 456이므로, 264는 과잉수다.
- {\displaystyle 264=11+13+17+19+23+29+31+37+41+43}
  - 연속하는 소수(素數) 10개의 합으로 나타낼 수 있으며, 이 성질을 지닌 앞의 수는 228, 다음 수는 300이다.
- {\displaystyle 264=12\times 22}
  - 연속하는 두 오각수의 곱으로 나타낼 수 있으며, 이 성질을 지닌 앞의 수는 60, 다음 수는 770이다.
- {\displaystyle 264=2^{2}+8^{2}+14^{2}}
  - 공차가 6인 세 자연수의 제곱합으로 나타낼 수 있는 수다. 이 성질을 지닌 앞의 수는 219, 다음 수는 315다.
- {\displaystyle 264=2^{8}+2^{3}}
- {\displaystyle 23^{2}-1}은 264로 나누어떨어진다.

## 과학
- NGC 264(영어판): 조각가자리 방향에 있는 렌즈형은하.

## 교통
- 고속도로 및 국도
  - 유럽 고속도로 264호선: 에스토니아 여흐비에서 라트비아 인추카룬스까지 이어지는 유럽 고속도로.
  - 일본 264번 국도: 사가현 사가시에서 후쿠오카현 구루메시까지 이어지는 일본의 국도.
- 기타 도로
  - 현도 제264호선

## 군사
- U-264(영어판, 독일어판): 제2차 세계 대전에 사용된 나치 독일의 군용 잠수함.

## 문화유산
- 대한민국의 국보 제264호: 포항 냉수리 신라비
- 대한민국의 보물 제264호: 합천 해인사 석조여래입상
- 대한민국의 사적 제264호: 단양 온달산성

## 방송
- 지니 TV의 디스토리 채널 번호.
- B tv의 디마TV 채널 번호.

## 기타
- 연도: 264년, 기원전 264년
- 일제강점기의 저항 시인 이육사는 본명이 이원록 또는 이원삼이지만, 교도소 수감 생활 당시에 배정받은 수인 번호 264번을 필명으로 하였다.
- 나미비아의 국제전화 국가번호.
- 북아메리카 번호 체계(NANP)에서 앵귈라의 지역번호.